# Miyoshi Ayaka
Miyoshi Ayaka (三吉彩花 (Tam Cát Thải Hoa) sinh ngày 18 tháng 6 năm 1996)  là một nữ diễn viên, người mẫu và thần tượng người Nhật. Cô được đại diện bởi công ty quản lý tài năng Amuse Inc. và từ năm 2010 đến năm 2012 là thành viên của nhóm nhạc nữ Sakura Gakuin của công ty này.

## Đĩa hát
Đối với đĩa hát của Ayaka Miyoshi với tư cách là thành viên của Sakura Gakuin và nhóm nhỏ Scoopers của nó, hãy xem Danh sách đĩa nhạc của Sakura Gakuin.

## Phim

### Phim
| Năm  | Tựa                        | Vai                | Giám đốc           | Ghi chú                  | Chú thích |
| ---- | -------------------------- | ------------------ | ------------------ | ------------------------ | --------- |
| 2008 | Sing, Salmon, Sing!        | Young Kasumi Ogino | Makoto Tanaka      |                          | [ 5 ]     |
| 2008 | Shinizokonai no Ao         | Eri                | Masaki Adachi      |                          | [ 6 ]     |
| 2009 | Solo Contest               | Fūka Usui          | Takeshi Shimojō    |                          | [ 7 ]     |
| 2010 | Your Story                 | Young Kimiko       | Toshiyuki Morikawa |                          | [ 8 ]     |
| 2010 | Kokuhaku                   | Ayaka Tsuchida     | Tetsuya Nakashima  |                          | [ 9 ]     |
| 2012 | G'mor Evian!               | Hatsuki Hirose     | Tōru Yamamoto      |                          | [ 10 ]    |
| 2013 | Leaving on the 15th Spring | Yuna Nakazato      | Yasuhiro Yoshida   | Vai chính                | [ 10 ]    |
| 2016 | One Piece Film: Gold       | Bit (voice)        | Hiroaki Miyamoto   |                          | [ 11 ]    |
| 2018 | Inuyashiki                 | Mari Inuyashiki    | Shinsuke Sato      |                          | [ 12 ]    |
| 2019 | Dance with Me              | Shizuka Suzuki     | Shinobu Yaguchi    | Vai chính                | [ 13 ]    |
| 2020 | Daughters                  | Koharu Tsutsumi    | Hajime Tsuda       | Vai chính                | [ 14 ]    |
| 2020 | Howling Village            | Kanade Morita      | Takashi Shimizu    | Vai chính                | [ 15 ]    |
| 2020 | The Devil Wears Jūnihitoe  | Lady Kokiden       | Hitomi Kuroki      |                          | [ 16 ]    |
| 2023 | Knuckle Girl               | Ran Tachibana      | Chang              | Vai chính; phim Hàn-Nhật | [ 17 ]    |

### Phim truyền hình
| Tựa                                                                                         | Tập/Ngày phát sóng                         | Công ty phát sóng | Vai               | Ghi chú   | Chú thích |
| ------------------------------------------------------------------------------------------- | ------------------------------------------ | ----------------- | ----------------- | --------- | --------- |
| Otoko no Kosodate (オトコの子育て)                                                          | 26 tháng 10 – 14 tháng 12 năm 2007         | TV Asahi          | Senri Harada      |           |           |
| Yume no Mitsuke Kata Oshietaru! (夢の見つけ方教えたる!)                                     | 8 tháng 3 năm 2008                         | Fuji TV           | Maya Sawada       |           |           |
| Pocky 4 Sisters! (Pocky 4 Sisters 出せない手紙編 「ヒミツの約束」)                          | 27 tháng 12 năm 2008                       | BS-i              | Sari Miyashita    |           |           |
| Yūkai Kidnapping (誘拐 KIDNAPPING)                                                          | 2 tháng 8 năm 2009                         | Wowow             | Yuri Sayama       |           |           |
| Atami no Sōsakan (熱海の捜査官)                                                             | 30 tháng 6 – 17 tháng 9 năm 2010           | TV Asahi          | Mai Shinonome     |           |           |
| Taisetsu na Koto wa Subete Kimi ga Oshiete Kureta (大切なことはすべて君が教えてくれた)      | Tập 10, 28 tháng 3 năm 2011                | Fuji TV           | Mio Yoshimura     |           |           |
| Kokosei Restaurant (高校生レストラン)                                                       | 7 tháng 5 – 2 tháng 7 năm 2011             | NTV               | Minami Kawase     |           |           |
| Perfect Son (理想の息子)                                                                    | Tập 3–10, 28 tháng 1 – 17 tháng 3 năm 2012 | NTV               | Sayaka Tamba      |           |           |
| Higashino Keigo Mysteries (野圭吾ミステリーズ)                                              | Tập 8, 30 tháng 8 năm 2012                 | Fuji TV           | Miyoko Kasai      |           |           |
| Kekkon Shinai (結婚しない)                                                                  | 11 tháng 11 – 20 tháng 12 năm 2012         | Fuji TV           | Mai Sakura        |           |           |
| Kindaichi Shōnen no Jikenbo Gokumon Juku Satsujin Jiken (金田一少年の事件簿 獄門塾殺人事件) | 4 tháng 1 năm 2014                         | NTV               | Kiyoko Shikibu    |           |           |
| Lost Days (ロストデイズ)                                                                    | 11 tháng 1 – 15 tháng 3 năm 2014           | Fuji TV           | Satsuki Tachibana |           |           |
| GTO: Great Teacher Onizuka (GTO)                                                            | 8 tháng 7 – 16 tháng 9 năm 2014            | Kansai TV         | Meiri Miyaji      |           |           |
| Angel Heart                                                                                 | 11 tháng 10 năm 2015 – 6 tháng 12 năm 2015 | NTV               | Xiang-Ying        | Vai chính | [ 18 ]    |
| Bakumatsu Gourmet Bushi Meshi!                                                              | 10 tháng 1 – 28 tháng 2 năm 2017           | NHK BS            | Banshiro's wife   |           |           |
| Alice in Borderland                                                                         | 2020 – 2022                                | Netflix           | Ann Rizuna        | 2 mùa     |           |

### Khác
- Dōbutsu Bōken Variety: Wanda! (～どうぶつ冒険バラエティ～ワンダ!?) (14 tháng 10 năm 2011 – 7 tháng 9 năm 2012, TV Tokyo)
- Merengue no Kimochi (メレンゲの気持ち?) (11 tháng 10 năm 2014 – 14 tháng 10 năm 2017, NTV) — Người dẫn chương trình

### Quảng cáo
Xuất hiện trong hơn 20 quảng cáo truyền hình.

### Music Video
- Kagrra, — "Shizuku" (雫〜shizuku〜?) (14 tháng 2 năm 2007)
- DEPARTURES — của ban nhạc Globe. Video được phát hành vào ngày 3 tháng 5 năm 2016, 20 năm sau khi ban nhạc phát hành bài hát.[19]
- Won't Cry -  của ca sĩ Châu Kiệt Luân và Ngũ Nguyệt Thiên, Ashin (16 tháng 9 năm 2019)

## Giải thưởng
- Giải thưởng Điện ảnh Mainichi lần thứ 67 (được trao năm 2013 cho năm 2012) — Giải thưởng Người mới Sponichi Grand Prix (cho Gumo Ebian!)[20]
- Liên hoan phim Yokohama lần thứ 35 (được trao năm 2014) — Giải Diễn viên mới xuất sắc nhất (dành cho Tabidachi no Uta: Jugo no Haru và Gumo Ebian!) [10]